# II Liceum Ogólnokształcące z Oddziałami Dwujęzycznymi im. Adama Mickiewicza w Gdyni
II Liceum Ogólnokształcące z Oddziałami Dwujęzycznymi im. Adama Mickiewicza w Gdyni jest jedną z czołowych i najstarszych gdyńskich szkół. Szkoła prowadzi jedyną w północnej Polsce sekcję dwujęzyczną (język francuski). W każdym poziomie wiekowym istnieje jedna klasa dwujęzyczna z rozszerzonym programem języka francuskiego powstała na mocy porozumienia między Ministerstwa Edukacji Narodowej, Ambasady Republiki Francuskiej w Polsce oraz Urzędu Miasta Gdyni. Nauka w tej klasie kończy się maturą dwujęzyczną.

## Historia
II LO w Gdyni powstało dnia 9 września 1931 roku przy ulicy Morskiej 79. W pierwszym roku do szkoły uczęszczało 211 uczniów, w tym tylko 7 dziewcząt. Od 1935 r. szkoła wyłącznie męska. Z powodu trudnych warunków lokalowych podjęto decyzję o budowie nowej siedziby. Budowę doprowadzono do stanu surowego. Dalsze prace przerwał wybuch wojny. Naukę kontynuowano w starej siedzibie do roku 1951, kiedy otwarto nową siedzibę na ulicy Daszyńskiego (obecnie Wolności) 22b, którą szkoła zajmuje nadal. Cztery lata później doszło do połączenia szkoły męskiej i żeńskiej pod nazwą II LO. W 1956 roku szkole uroczyście nadano imię Adama Mickiewicza. W 2019 roku zamknięto Gimnazjum nr 23 z oddziałami dwujęzycznymi działające przy II Liceum Ogólnokształcącym, tym samym szkoła przestała tworzyć Zespół Szkół Ogólnokształcących nr 2.

## Dyrektorzy
- od 1955 do 1960 Izydor Kalicki
- od 1960 do 1970 mgr Maria Tymecka
- od 1970 do 1983 mgr Stanisława Rożek-Gąsiorowska
- od 1983 do 1987 mgr Stanisława Duda
- od 1987 do 1992 mgr Anna Brzezińska
- od 1992 do 1997 mgr Kazimierz Cichoszewski
- od 1997 do 2007 mgr Barbara Oziębłowska
- od 2007 mgr inż. Elżbieta Zaręba

## Absolwenci
- Wojciech Szczurek – polityk samorządowy, obecny prezydent Gdyni. Ukończył szkołę w roku szkolnym 1981/82.
- Ryszard Krauze – przedsiębiorca, jeden z najbogatszych Polaków. Ukończył szkołę w roku szkolnym 1974/75.
- Józef Szamocki - biskup pomocniczy toruński. Ukończył szkołę w roku szkolnym 1972/73.
- Marek Stępa – polityk samorządowy, obecny wiceprezydent Gdyni. Ukończył szkołę w roku szkolnym 1971/72.
- Marian Zacharewicz – satyryk, dziennikarz, autor tekstów piosenek. Ukończył szkołę w roku szkolnym 1962/63.
- Ernest Bryll – polski poeta, prozaik, dramatopisarz, tłumacz. Ukończył szkołę w roku szkolnym 1950/51.
- Adam Józef Dąbrowski – polski geofizyk, specjalista w zakresie magnetyzmu ziemskiego i grawimetrii. Ukończył szkołę w roku szkolnym 1938/39